# Острови Сенкаку

Острови Сенкаку

Острови́ Сенка́ку (яп. 尖閣諸島, せんかくしょとう, МФА: [senkaku ɕoːtoː], «Пікові острови») — група островів у Східно-Китайському морі, на півдні архіпелагу Рюкю. Складова цього архіпелагу. Адміністративно відносяться до міста Ісіґакі префектури Окінава, Японія. Площа острівної групи становить 7 км². Усі острови незаселені. Максимальна висота — 383 м, на острові Уоцурі. Острови належать Японії. З 1971 року на володіння островами висувають претензії Китайська Народна Республіка та Республіка Китай. Китайською мовою група називається островами Дяою́тай кит.: 釣魚台群島; піньїнь: Diàoyútái Qúndǎo), «Рибацькі острови»).

## Короткі відомості

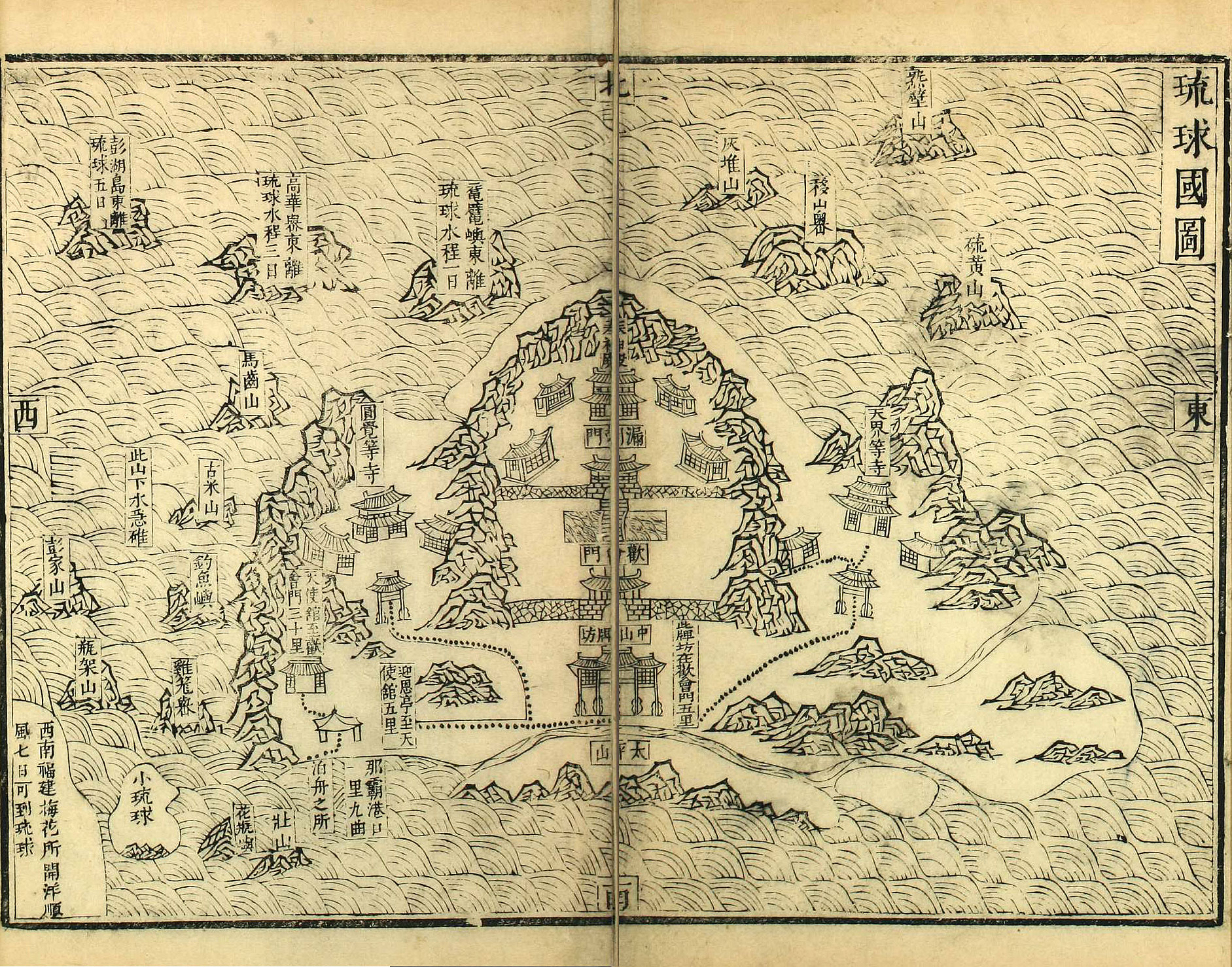
Острови Сенкаку на карті Рюкю (16 століття, Чжен Жецен)

У середньовіччі та ранньому новому часі острови Сенкаку належали Рюкюській державі. Вони згадуються в китайській дипломатичній кореспонденції не як острівна група, а як окремі острови —  «Рибацький» (釣魚嶼), «Жовтоволосий» (黄毛嶼), «Червоний» (赤嶼) тощо. Так, 1534 року посол китайської династії Мін до Рюкюської держави Чень Кань писав про них у своєму звіті «Записи посольства до Рюкю» як про території, що належать Рюкю. 1562 року китайський посол Ґо Жулінь зазначав у «Доповнених записах посольства до Рюкю», що «Червоний острів» (сучасний острів Тайшьо) є останнім форпостом Рюкюської держави на кордоні з Китаєм. На «Карті Рюкю» 16 століття, що була виготовлена китайським картографом Чжен Жеценом (1503-1570), «Рибацький острів» позначений як складова Рюкюської держави.
На противагу цьому, на японській «Карті трьох провінцій Рюкю і її тридцяти шести островів» 1785 року, що була створена конфуціанцем Хаясі Сіхеєм, острови Сенкаку пофарбовані в однаковий з Китаєм рожевий колір. Проте Тайвань, що на той час підпорядковувався пекінському уряду, позначено відмінним жовтим кольором.
У 17 — 19 століттях Рюкюська держава, якій належали острови Сенкаку, була васальною країною одночасно двох держав — Китаю (династій Мін та Цін) і Японії. У 1871—1879 роках остання провела ряд заходів з анексії Рюкю, яке було перетворено на японську префектуру Окінава. Китайська сторона визнала анексію лише після поразки в японсько-цінській війні 1894 — 1895 років.
1895 року острови Сенкаку були включені до складу Японської імперії рішенням ради Кабінету міністрів. Населення островів було повністю евакуйоване. Лише на території острова Уоцурі деякий час існували підприємства зі збору пташиного пір'я та виготовлення тарані зі смугастого тунця. 
Після Другої світової війни острови Сенкаку були окуповані збройними силами США. 1972 року окупаційна влада повернула їх Японії разом із Окінавою.

## Історія

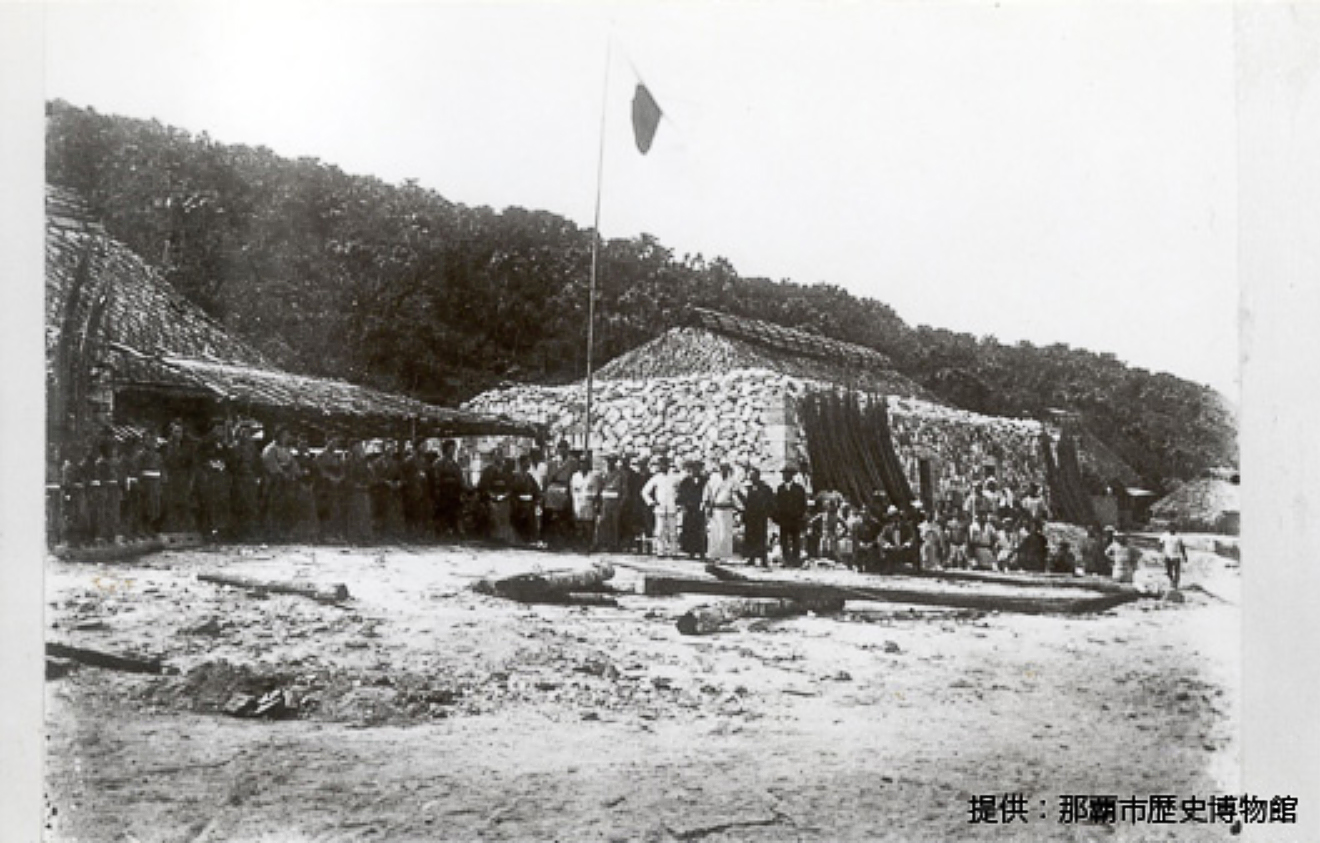
Японські рибалки на заводі з переробки морепродкутів (о. Уоцурі, близько 1910 р.)

- 1404 року рюкюський правитель Шьо Буней прийняв титул «вана Чюдзана» і ярлик на правління від китайського імператора Чжу Ді. У зв'язку з цим Рюкюська держава стала васальною державою династії Мін.
- 1534 року мінський посол Чень Кань уперше згадав існування островів Сенкаку у своїх  «Записах посольства до Рюкю».
- У жовтні 1885 року японський уряд відправив експедицію до островів Сенкаку. Під час експедиції виявилося, що острови є безлюдними і не мають жодних ознак приналежності до будь-якої держави. Голова експедиції запропонував проголосити ці острови японськими, проте уряд відхилив цю пропозицію, зважаючи на міжнародну ситуацію.
- У липні 1894 року спалахнула японсько-цінська війна.
- 14 січня 1895 року уряд Японії включив острови Сенкаку до складу префектури Окінава. Префект Окінави звернувся з проханням до уряду встановити на островах пам'ятні стовпи про приналежність цих земель Окінаві.
- 17 квітня 1895 року Японія і династія Цін підписали Шімоносекський договір, що завершив японсько-цінську війну. Згідно з договором, Цін передавала Японії острів Тайвань та прилеглі до нього острова Пенху. Проте жодних згадок про острови Сенкаку в тексті договору не було[7].
- 10 липня 1895 року японський громадянин Коґа Шіншіро звернувся до японського уряду з клопотанням про надання йому в оренду урядової землі на островах Сенкаку. 1896 року уряд передав йому ці острови на 30 років безкоштовно.
- 1918 року Коґа Шіншіро помер, а острови були успадковані його сином Коґою Дзенджіро.
- 1920 року уряд Республіки Китай подякував Козі Дзенджюро і його 4 рибалкам, які врятували в районі островів Сенкаку китайських моряків. У китайських похвальних грамотах, виданих рятівникам, зазначалося, що острови Сенкаку є територією Японії й належать до повіту Яеяма префектури Окінава.
- 1940 року японські підприємства і їхні робітники, що розташовувалися на островах Сенкаку, були евакуйовані. Острови перетворилися на безлюдні.
- Протягом 1945—1972 років Сенкаку були окуповані збройними силами США.
- 8 січня 1953 року провідна комуністична газета КНР «Женьмінь жибао» опублікувала статтю під заголовком «Боротьба остров'ян Рюкю проти американської окупації», у якій називала острови Сенкаку японською назвою і зазначала їхню приналежність Рюкю.
- У листопаді 1958 року Пекінське картографічне видавництво опублікувало «Атлас світу», де позначило острови японським іменем «острови Сенкаку» й зазаначило, що вони належать Японії. Така сама карта увійшла до китайського атласу 1965 року, що був виданий Інститутом оборони Республіки Китай на Тайвані. 1970 року в тайванських підручниках з географії острови Сенкаку так само позначалися японськими.

| |  |
| Карти префектури Окінава з «Атласу світу», виданого Інститутом оборони Республіки Китай. Ліворуч карта 1965 року, праворуч — 1972 року. Кордон між Китаєм і Японією (- - - -) змінився після знаходження покладів нафти. На карті 1965 року острови Сенкаку позначені як територія Японії з підписом «Острови Сенкаку»; на карті 1972 року — як територія Республіки Китай з підписом «острови Дяоютай» |  |

- 1969 року в районі островів Сенкаку було проведено геологічні розвідки. У ході розвідок було виявлено існування великих покладів нафти, зіставних з іракськими. Після цього, 11 червня 1971 року, Міністерство закордонних справ Республіки Китай на Тайвані заявило претензії на володіння островами Сенкаку. Слідом за цим, 20 грудня 1971 року, претезії на володіння островами заявив МЗС комуністичної КНР. Незважаючи на ці заяви, 15 травня 1972 року уряд США закінчив окупацію Окінави й повернув її разом із островами Сенкаку Японії. 29 вересня того ж року Японія і комуністичний Китай підписали угоду про нормалізацію повоєнних відносин.

- У квітні 1978 року сотня китайських човнів вторглася до територіальних вод Японії в районі Сенкаку. 23 жовтня того ж року було укладено японсько-китайський мирний договір, у якому китайська сторона не розглядала питання островів.

- 25 лютого 1992 року Республіка Китай на Тайвані одноосібно проголосила свій суверенітет над островами Сенкаку.

- 11 вересня 2012 року японський уряд викупив 3 острови з групи Сенкаку в громадянина Японії Куріхари Куніокі, мешканця міста Сайтама. Таким чином острови Уоцурі, Кіта, Мінамі перейшли з приватної власності в державну.

## Територіальна суперечка
1968 року Економічна комісія ООН на Далекому сході (ECAFE) виявила в акваторії островів підводні нафтові родовища. Це викликало інтерес китайської сторони, яка з 1971 року почала заявляти претензії на володіння групою Сенкаку. 1978 року китайські рибалки незаконно проникли в японські територіальні води островів, що викликало дипломатичну кризу між Японією та КНР. Так само тайванська Республіка Китай висунула японському уряду територіальні претензії. У 1990-х роках в акваторії Сенкаку були знайдені газові родовища. 
Основний аргумент обох китайських держав на володіння островами — китайці є першовідкривачами островів. Сенкаку зазначені на китайських мореплавних картах 16 століття як острови між Китаєм і Рюкю. Японія заперечує ці аргументи, посилаючись на те, що карти не зазначають приналежності островів до Китаю; острови намальовані на них як орієнтир для мореплавців. Японська сторона наголошує, що за міжнародним правом вона встановила свій суверенітет над островами 1895 року, оскільки вони були нічийними. Крім того, японський суверенітет над островами гарантований Сан-Франциським мирним договором 1951 року та актом повернення островів Японії американцями.

## Острови
| Назва               | Кандзі   | Площа (км²) | Висота (м) |
| ------------------- | -------- | ----------- | ---------- |
| Острів Уоцурі       | 魚釣島   | 3,82        | 363        |
| Острів Куба         | 久場島   | 1,55        | 117        |
| Острів Тайшьо       | 大正島   | 0,06        | 75         |
| Малий острів Кіта   | 北小島   | 0,31        | 118        |
| Малий острів Мінамі | 南小島   | 0,40        | 149        |
| Скеля Окі-но-Кіта   | 沖の北岩 | 0,05        | 28         |
| Скеля Окі-но-Мінамі | 沖の南岩 | 0,01        | 13         |
| Скеля Тобісе        | 飛瀬     | 0,01        | 2          |